# Wheeling (Illinois)
Wheeling is een plaats (village) in de Amerikaanse staat Illinois, en valt bestuurlijk gezien onder Cook County en Lake County.

## Demografie
Bij de volkstelling in 2000 werd het aantal inwoners vastgesteld op 34.496. In 2006 is het aantal inwoners door het United States Census Bureau geschat op 36.432, een stijging van 1936 (5,6%).

## Geografie
Volgens het United States Census Bureau beslaat de plaats een oppervlakte van 21,9 km², waarvan 21,8 km² land en 0,1 km² water. Wheeling ligt op ongeveer 226 m boven zeeniveau.

## Plaatsen in de nabije omgeving
De onderstaande figuur toont nabijgelegen plaatsen in een straal van 8 km rond Wheeling.